# Théâtre musical
 (mai 2017).
- Si vous ne connaissez pas le sujet, laissez ce bandeau (vous pouvez alors contacter les auteurs).
- Si vous supprimez le contenu mis en cause (vous pouvez préalablement contacter les auteurs),

argumentez précisément cette suppression dans la page de discussion
(un manque de référence n'est pas un argument ; une recherche réelle de référence doit avoir été effectuée, être formellement documentée).

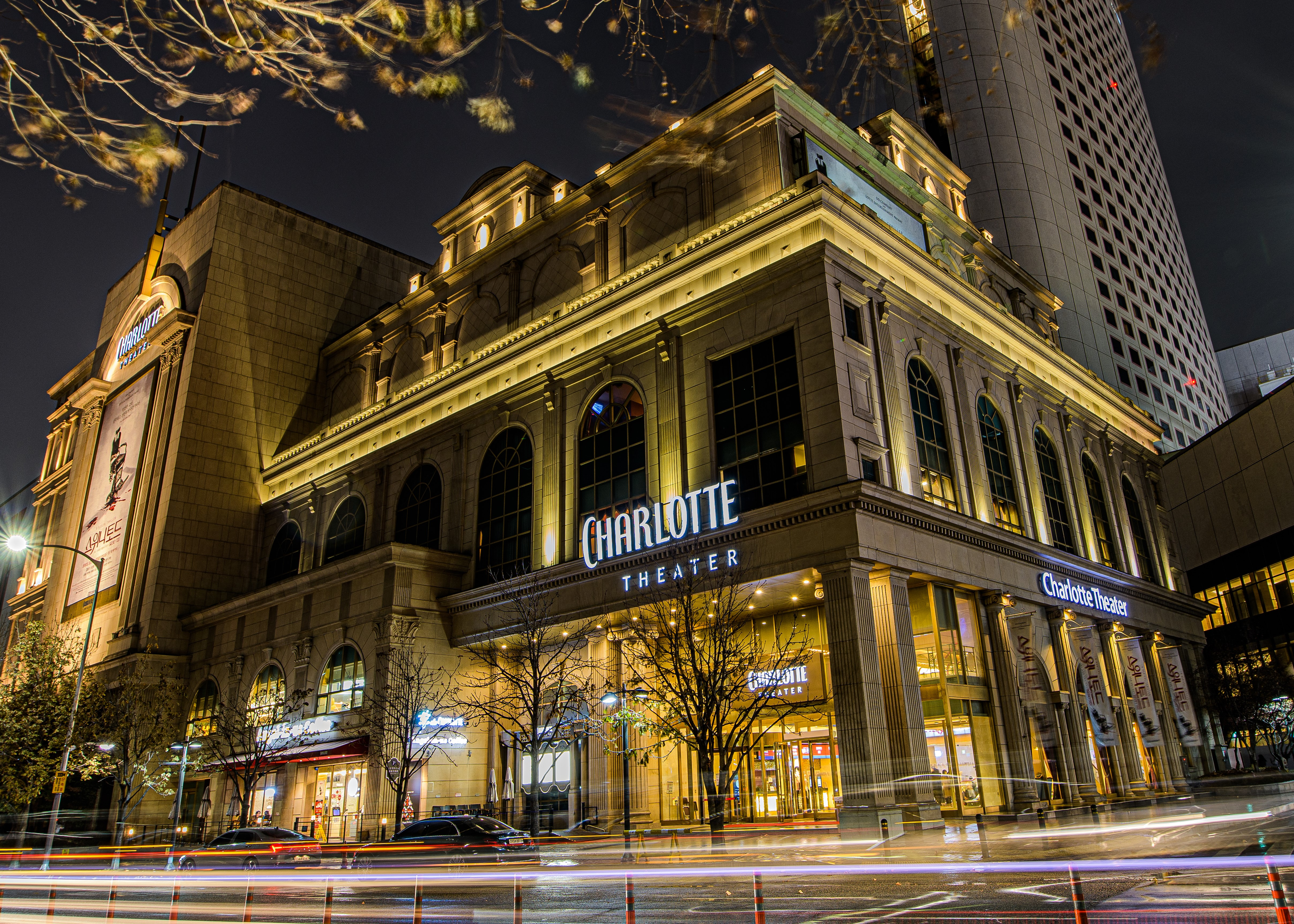
Exemple de théâtre musical

Le théâtre musical désigne un courant de la musique contemporaine où le « musical organise et justifie le théâtral ». 
Le terme est également employé pour décrire un genre ouvert de spectacle incorporant musique, chansons, et généralement chorégraphies. Cette acception a bougé au cours du XXe siècle et recouvre des réalités différentes suivant les pays.

## Vers une redéfinition du genre
Le terme « théâtre musical »  désignait autrefois des formes opératiques « où le texte et l’expression dramatique avaient prépondérance sur l’expression lyrique ou encore des formes proches de l’opérette ou de la comédie musicale, marquées souvent par la présence de dialogues parlés »[réf. nécessaire].
À partir des années 1980, on a davantage utilisé ce terme pour désigner des œuvres plus proches du théâtre ou de la comédie musicale, qui mêlent art dramatique et musique en se démarquant de l'opéra.
Aujourd'hui, dans un contexte marqué par l'évolution des créations, et l'influence croissante de la comédie musicale américaine contemporaine, on peut définir le théâtre musical  comme une forme artistique pluridisciplinaire, faisant intervenir dès sa conception des auteurs multiples (écriture, composition musicale, chorégraphie)  dans un projet où la fiction et la dramaturgie (théâtre) sont soutenues, dès l'écriture, par le chant et la danse.
On voit bien que cette définition englobe des créations ayant un rapport avec l’opéra, l’opérette, la comédie musicale, où même le cabaret et, pour plus de précision, il faudrait en souligner les limites.
Ni défini par un genre musical (à l'inverse de l'opéra, ou du « musical » américain), ni  théâtre de texte faisant appel à de la musique de scène, ni  tour de chant, ni  succession de tableaux chantés et dansés, le théâtre musical est en dernière analyse un genre ouvert, défini par le lien étroit dans son écriture et dans sa dramaturgie mêmes entre la musique et l'expression théâtrale (auxquelles s'adjoint le plus souvent l'expression chorégraphique.)
Le concept de théâtre musical s'est également étendu aux productions à caractère plus exploratoire et en musique contemporaine. À partir des années 1950, le compositeur américain John Cage intègre des actions qui accompagne ses partitions. Des compositeurs travaillant avec le texte et la scansion comme matière sonore, comme Robert Ashley, développent des langages interdisciplinaires destinés à la scène. En Europe, Maurizio Kagel questionne la problématique de la composition musical et du théâtre. Vers 1959, le groupe Zaj crée en Espagne, dans le contexte de la censure du grouvernement franquiste, une série de concerts s'inscrivant dans la lignée du théâtre musical. Ces concerts sont composés de gestes sonores dont les niveaux sont souvent extrêmes (soit à la limite de l'inaudible soit tonitruant). Depuis 1999, le trio de compositeurs canadiens mineminemine (Alexandre Saint-Onge, Magali Babin et André Éric Létourneau) créent des performances sonores à la croisée du théâtre d'objet, de la musique et de l'art performance qui se déploient dans une dramaturgie intégrant le geste, la voix filtrée par des objets et le traitement électronique.

## Un courant nouveau en Europe
Dans certains pays, le terme de « théâtre musical » a acquis une signification très spécifique : au Royaume-Uni, le « musical » couvre un champ très large de productions, différent de l'acceptation flamande par exemple, où le « théâtre musical », qui couvre une grande diversité d'œuvres davantage liées au travail de théâtre lyrique ou de chorégraphes contemporains, avec depuis plus de 10 ans des subventions spécifiques. 
En France, les genres musicaux subventionnés sont classés dans des catégories très exclusives, où le répertoire fait avant tout référence (théâtre lyrique, musique contemporaine, etc.), distinctes du « théâtre ».
Pourtant depuis les années 1990, on assiste à une série de mouvements convergents, qui dessinent en France les contours d'un « nouveau théâtre musical ».[réf. nécessaire]
Historiquement, les premières passerelles ont été lancées par des metteurs en scène venus (avec leurs collaborateurs) du théâtre de texte à la mise en scène d'opéra, ou passés de la comédie théâtrale à l'opérette et par l'alliance compagnies théâtrales avec  des ensembles musicaux.[réf. nécessaire]
Ce renouveau est aujourd'hui le fait d'une génération d'artistes formés par la production en France de grandes comédies musicales américaines.[réf. nécessaire]
Parmi les interprètes renommés, le Trio le Cercle (Gaston Sylvestre, Jean-Pierre Drouet et Willy Coquillat ) est un exemple d'ensemble quasi spécialisé dans  le théâtre musical.( Des compositeurs  comme Maurizio Kagel ( "Dressur" http://brahms.ircam.fr/works/work/18706/) Georges Aperghis ( "les guetteurs de son" http://brahms.ircam.fr/works/work/6529/), Giorgio Battistelli ("Jules Verne" http://www.cdmc.asso.fr/fr/ressources/compositeurs/biographies/battistelli-giorgio-1953) ont écrit des œuvres pour le trio, allant de l'œuvre purement musicale ( "Triangle carré"  Georges Aperghis,  Quatuor Arditti et Trio Le Cercle  ) à la personnalisation des interprètes dans "Jules Verne" où l'un des musiciens est nommé par son prénom (http://www.giorgiobattistelli.it/en/opere/teatro-musicale/jules-verne/).

## Exemples d'œuvres
- Staatstheater (1971), Zwei-Mann-Orchester (1973), Mare Nostrum (1975), Le Tribun ou Dix marches et neuf contretemps pour manquer la victoire (1978), Finale (1980), Aus Deutschland (1981), La Trahison orale (1988), Idées fixes (1989) de Mauricio Kagel
- L'Espace dernier (2003) de Matthias Pintscher
- Shadowtime (2004) de Brian Ferneyhough
- Faustus, the Last Night (2006) de Pascal Dusapin
- Da gelo a gelo (2006) de Salvatore Sciarrino
- Bizarre, Bise-Arts (2009) de Pierre Kolp

Source : Diapason, février 2009, p. 59.
- De Berlin à Broadway : Une vie d'exil et de musique à la recherche de Kurt Weill (2020) de François Desmero

Source : Mots à Mâcher ;Provence en scène (saison 2021-2022) ; openagenda.